# Séisme du 23 novembre 1980 en Irpinia
Le séisme du 23 novembre 1980 s'est produit à Irpinia à 19 h 34 heure locale, suivi d'une seconde secousse au bout de 40 secondes. Le tremblement de terre a duré en totalité près d'une minute et demie. L'épicentre du séisme est situé à Conza della Campania dans la province d'Avellino, en Italie méridionale.
Il a été ressenti dans tout le pays et a touché majoritairement les régions de Campanie, Basilicate et les Pouilles. De graves dommages ont été enregistrés dans les provinces de Potenza, Naples et Salerne.
Le séisme de Campanie et de Basilicate fait partie des séismes les plus puissants et les plus meurtriers d'Italie pour la période comprise entre 1900 et 2017. Un demi-siècle auparavant, le 23 juillet 1930, un séisme s'était produit dans cette région. Il s'agit du troisième et dernier séisme du XXe siècle touchant la région (1930, 1962, 1980).
Cette catastrophe naturelle témoigne des interactions complexes entre l'Homme et la nature. Des processus sociaux, notamment l'adaptation à l'environnement, se sont déroulés sur le court et long terme.

## Déroulements des évènements géologiques
Le territoire italien est présent sur plusieurs plaques tectoniques dont les limites sont le siège de séismes et d'éruptions volcaniques. Au cours des 2 000 années passées, l'Italie a connu plus de 400 séismes de magnitude supérieure ou égale à 5,5.
La partie sud de l'Italie est située près de la limite entre les plaques africaine et eurasienne, et l'Irpinia est une zone fortement sismique : depuis 1456, onze séismes de magnitudes supérieures à 5 ont été référencés dans la région.

### Géologie
Cette région conserve les traces de la rupture de la Pangée à l'ouverture de Téthys et à sa fermeture pendant la croissance des chaînes de montagnes. Il y a par exemple des sections de croûte continentale paléozoïque, plate-forme continentale et de croûte océanique (sédimentation de Flysch).
La région de l'Apennin méridional est constituée par d'importants massifs calcaires, les mont Terminio, Cervialto et Marzano, dont les eaux absorbées alimentent d'importantes sources karstiques, spécialement celles de Cassano et de Capo Sele.
Une faille longue de trente kilomètres s'étend désormais de Sant'Angelo à Balvano.

### Caractéristiques du séisme d'Irpinia

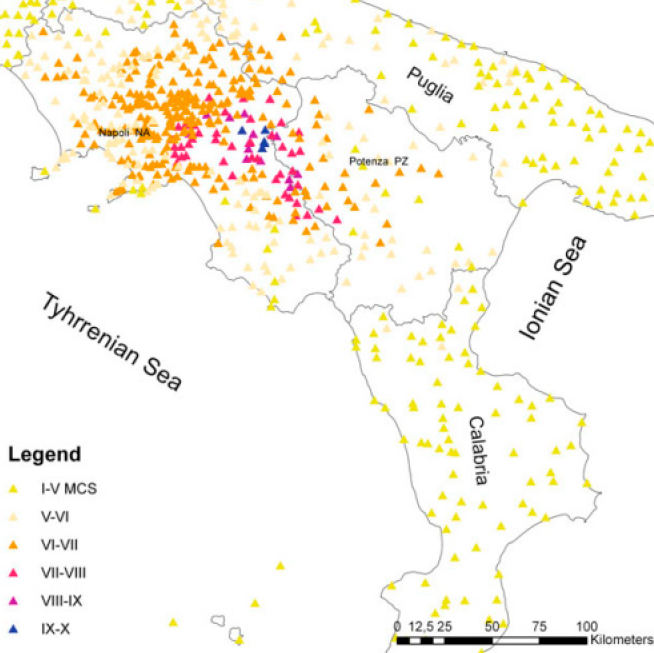
Carte macrosismique post-séisme.

#### Magnitude
La secousse principale est de magnitude 6,9 tandis que la seconde est de magnitude 5.

#### Intensité
Le tremblement de terre a une intensité de X, sur l'échelle d'intensité MSK (anciennement connue sous le nom d'échelle de Mercalli, du nom du vulcanologue Giuseppe Mercalli). Ce degré d'intensité est considéré comme extrême ou très destructif, puisqu'il implique que de nombreuses constructions se soient effondrées.

#### Autres caractéristiques
La déformation du sol a été causée par les secousses sismiques entre 30 et 74 cm de hauteur, ce qui a entraîné par nivellement topographique effectué en 1981 près de la zone de Sella di Conza,.

### Signes avant-coureurs
Des analyses rétrospectives ont montré des variations des paramètres physiques quelques jours avant le séisme autour du séisme d'Irpinia.
| Anomalie détectée        | Date avant le séisme  | Localisation                   |
| ------------------------ | --------------------- | ------------------------------ |
| Radon                    | Juin à novembre 1980  | Rieti, Rome                    |
| Infrarouge irradiance    | 3 jours               | chaînes des Appenins           |
| Ionosphère par satellite | entre 1,8 à 2,5 jours | au-dessus de la zone du séisme |
| Ionosphère par ionosonde | entre 1 à 3 jours     | Rome, Athènes                  |

La modification de l'ionosphère a été détectée à partir de la variation des masses d'ions, des très basses fréquences et du champ magnétique.

### Rôle possible de la géologie dans l'amplification du séisme
Les liens exacts entre la géologie du sol et l'amplification du séisme n'ont pas été établis,,. Cependant, les différentes couches superficielles du sol ont influencé le mouvement du sol au début de la secousse. Le sol peut provoquer plusieurs amplifications sismiques sans bâtiments tandis qu'un bâtiment rigide de faible hauteur y est sensible. La présence de l'eau dans la roche avant le séisme a pu amplifier ses effets.

### Impact sur l'hydrogéologie
Il y a eu une vidange accentuée de l'aquifère karstique. À la source de Cassano, la décharge de l'aquifère était estimée à 9-10 x 106 m3 pour la période hivernale (novembre à mars) succédant à une cure d’automne. À la source Sanità de Capo Sele, l’hydrogramme a présenté des phénomènes précurseurs d’origine sismiques antérieures au séisme. Des perturbations de débit ont succédé à un tarissement. Il y avait une pointe de crue sismique avec une décharge évaluée à 28-30 x 106 m3. En janvier 1981, l'augmentation temporaire du débit passait de 4,35 à 7,32 m3/s. Une comparaison est possible avec la crue analogue à la suite du séisme du 23 juillet 1930.
Sur les sources hydrothermales, il y a eu augmentation brutale de la température (jusqu'à 8 °C dans un cas) et des teneurs en anions divers.

## Déroulement des évènements historiques
Soumis à un fort risque en raison de la forte sismicité des régions du Sud de l'Italie, les villes subissent en partie l'abandon des centres historiques, la disparition des communautés qui y vivent et la dégradation progressive du patrimoine. Le secteur est rural et montagneux.
Par exemple, la Basilicate, en dehors de la capitale régionale Potenza, était une région enclavée présentant une zone d'émigration persistante. C'était une des zones les plus pauvres de tout le Mezzogiorno.

### Évènements chronologiques notables
Pour les témoins de l’évènement, c’était un jour anormalement beau.
Je me souviens d’un jour merveilleux… avec un soleil chaud et une rue bondée… pleine de monde avec des enfants.

Beaucoup de personnes ont décrit une situation « apocalyptique » ou une ambiance de « fin du monde » pour indiquer l’impact brutal et les effets du séisme.
J’ai entendu un bruit… terrible… de métaux… une explosion… et instinctivement je me suis tourné vers la sortie… mais j’ai compris que l’escalier commençait à se tordre… l’immeuble s’écroula sur les autres étages, et la porte m’est tombée dessus… Je n’ai pas pu rentrer dans ma maison et j’étais subitement dans cet état.

Le 24 novembre en milieu d'après-midi, on recense huit cents morts. Le gouvernement déclare la Basilicate et la Campanie en état de catastrophe naturelle.
Le 27 novembre au soir, on annonce deux-cent-mille réfugiés.
Les journaux italiens s'en émeuvent et La Repubblica titre le 26 novembre 1980 : « Il y a plus de trois mille morts, pour les vivants, l'aide manque. » Le même jour, Il Mattino titre : « Faites vite ! Pour sauver ceux qui sont encore vivants et aider ceux qui n'ont plus rien. » 
Six jours après la catastrophe (29 novembre), les pertes humaines s'élèvent à deux-mille morts.
Au cours des six premières semaines, il semblait y avoir une envie généralisée de démolir, plutôt que de sauver, les structures gravement fissurées : c'était une « manie de démolition... presque comme si les pierres elles-mêmes étaient responsables de la catastrophe ».

### Évènements politiques
Le 23 novembre, Sandro Pertini venait de rentrer à Rome après une visite d'État officieuse en République hellénique. Le 24, après avoir accueilli le Premier ministre britannique Margaret Thatcher, il part pour la région sinistrée. Le 25, Pertini a atteint les sites du tremblement de terre en hélicoptère, malgré la contradiction du Premier ministre Arnoldo Forlani, des ministres et des conseillers. Le lendemain, dans un discours à la nation, le Président a fait état de la situation désespérée et a dénoncé les responsabilités politiques et le fait que les centres de coordination, prévus en 1970, n'avaient jamais été réalisés. Ce jour-là, le journal historique du Sud de l'Italie – « Il Mattino » – a suggéré 10 000 morts : la une a eu un écho international et est rapidement devenue un symbole.

### Organisation de l'aide humanitaire
La chaîne de commande n'était pas claire avec aucune information, sans électricité, sans ligne téléphonique, ni de coordination. L'agenda politique et le comportement social avaient ignoré les expériences passées et les risques environnementaux. En moyenne, la première aide significative des communes est arrivée après plus ou moins cinq jours.

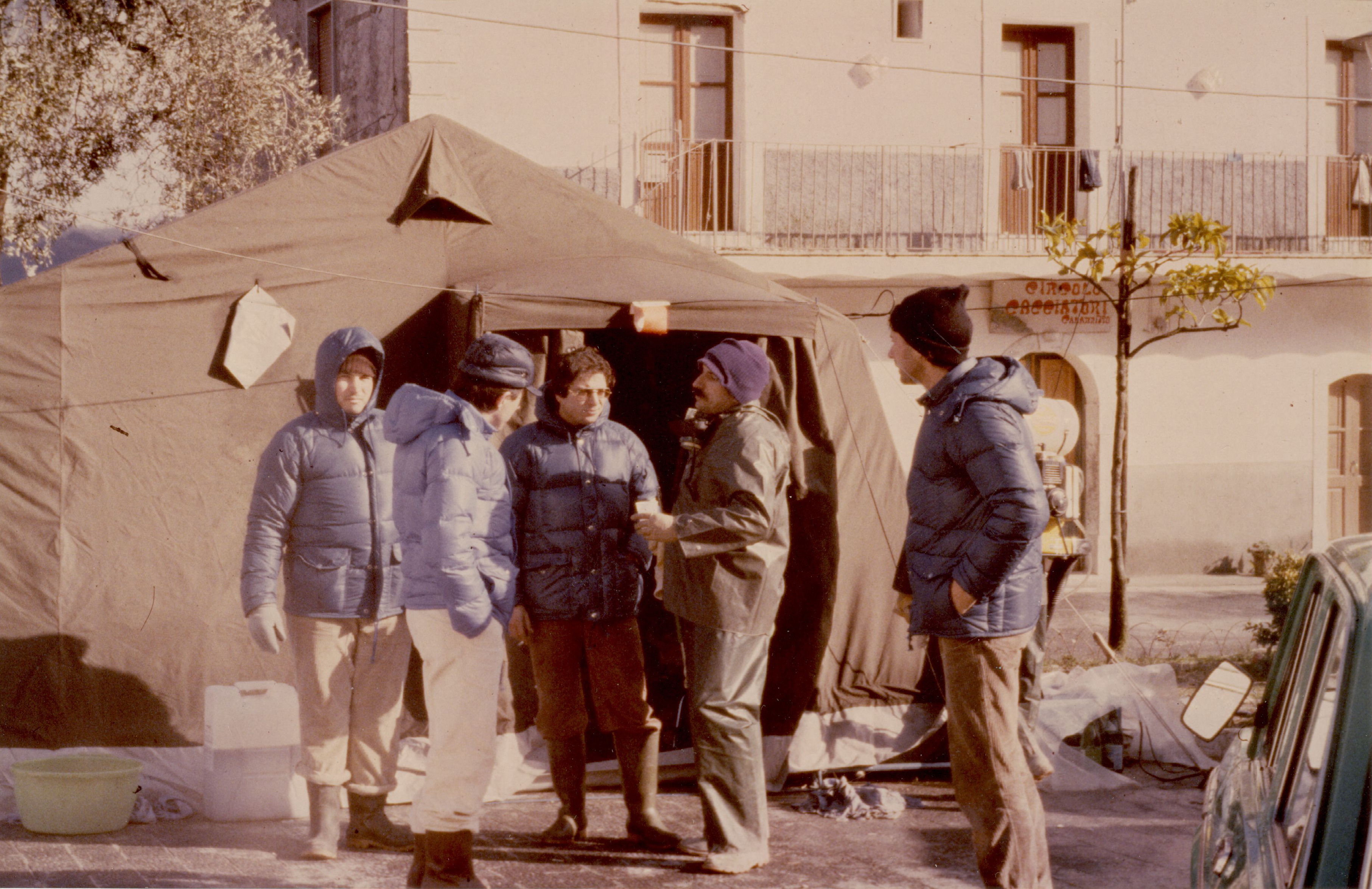
Rescapés du tremblement de terre d'Irpinia de 1980.

#### Difficultés de l'organisation de l'aide humanitaire
Les secours ont tardé à arriver et le ravitaillement a vite fait défaut : les réfugiés manquaient d'eau, de couvertures, de vivres et de médicaments. Les véhicules de sauvetage, l'équipement et l'expertise, les cercueils manquaient. La nourriture était rare et les escadrons de secours donnaient leurs rations aux victimes. Le retard pris serait en partie dû à la méconnaissance de l'épicentre du séisme renseignant sur la zone la plus touchée. De plus, l'accès aux villages touchés était difficile, car la zone est isolée et située en altitude (594 mètres). Les routes étaient encombrées, tandis que les ponts et les tunnels avaient été endommagées par les secousses. Il n'y avait pas de disponibilité immédiate des installations pour accueillir les gens, et les survivants ont passé les premiers jours de différentes façons comme dans leur voiture ou des hôtes par des parents dans d'autres villes. Enfin, les conditions météorologiques ont freiné l'aide des secours, notamment par hélicoptère, avec des vols parfois réalisés dans des conditions extrêmes. Le tremblement de terre ayant eu lieu en hiver, la pluie, la neige et le gel ont créé des coulées de boue.
Les pompiers de Turin ont campé à Avellino, la ville principale de la région, dans des conditions difficiles et sans nourriture. Toutes ses 119 municipalités de district ont été touchés. Les pompiers s'occupaient le plus facilement des difficultés des localités de montagne, souvent inaccessibles, tandis que l'armée italienne – à l'époque, une force militaire de conscription – a pris plus long pour arriver. Des initiatives similaires ont commencé partout, parmi la confusion et l'incompétence de l'autorité territoriale. Dans les villages, les « carabiniers » locaux et les volontaires ont aidé à creuser rapidement.

#### Implication de la nation
La solidarité est présente parmi les Italiens. Des bénévoles religieux catholiques ont participé aux opérations de sauvetage, notamment Caritas Italiana,. Dans les jours et les mois qui ont suivi le séisme, la situation s'est améliorée, grâce à la province de Bologne, qui a fourni des centaines de bénévoles et des moyens pour faire face à l'urgence. Après celui de Rome, le service des pompiers de Turin a immédiatement envoyé ses pompiers. Aussi, la situation a été maîtrisée grâce à l'intervention des volontaires de la Regione Toscana et des provinces de Brescia et Pesaro-Urbino, qui ont mis en place des camps pour les sans-abri.
À San Potito Ultra, l'administration locale a mis en place des thermo-igloos, en polystyrène expansé, fournis par la région de Sicile. Les igloos ont été occupés pendant plus de 20 ans avant d'être démonté en 2015.

#### Autres soutiens

##### International
Rapidement à la suite de l'évènement, les pays étrangers se mobilisaient pour les dons et les secours grâce à l'activité du président Sandro Pertini, et des titres de la presse italienne. D'après la protection civile, les États-Unis (où vivaient beaucoup d'immigrés de la région) donnent 70 millions de dollars et l'Allemagne 32 millions. Le gouvernement italien paie le voyage aux émigrés originaires de la région. On comptabilise près de 500 milliards de lires de dons venant de l'étranger. Les sinistrés appellent ceux qui les avaient secourus les « anges du tremblement de terre » (Gli angeli del terremoto).

##### Personnalités
Le 25 novembre 1980, le pape Jean-Paul II se déplace et survole la zone sinistrée.
Entre 1979 et 1981, Andy Warhol est l'invité du collectionneur et galeriste napolitain Lucio Amelio. Ce dernier lui fait rencontrer à Naples Joseph Beuys. Warhol composa une suite de quatorze toiles autour du Vésuve et trois tableaux pour l'exposition « Terrae Motus » (1984), où 66 artistes furent invités à créer des œuvres en hommage aux victimes du tremblement de terre.

### Reconstruction post-séisme
Des Lois italiennes donnant des aides financières aux sinistrées ont visé à la reconstruction et à l'amélioration de leur logement. Pendant que l'État Central et les secours géraient l'urgence, les populations locales, les experts et les politiciens ont commencé à débattre de la future reconstruction des villes touchées.

#### Aides financières du gouvernement italien
Un maximum subventionnable de 100 % était accordé pour chaque famille touchée jusqu'à 110 m2 à raison de 18 m2 par personne (au-delà l'aide est limitée). Pour les maisons simplement endommagées, les réparations comprenant la mise aux normes antisismiques sont financées à 100 % dans les limites de 80 000 lires/m2 et 40 000 000 de lires au total. Les aides antisismiques étaient même ouvertes même pour des maisons non gravement endommagées, dès lors qu'elles étaient dans un secteur où certaines l'ont été.
Au total, 3 224 milliards de lires pour la seule Basilicate et pour la période 1981-1989 (en fait surtout à partir de 1984-1985, et ce retard est parfois jugé sévèrement).
| Catégorie                                    | Catégorie                                    | Catégorie                                    | Montant en milliards de lires |
| -------------------------------------------- | -------------------------------------------- | -------------------------------------------- | ----------------------------- |
| Opérations de compétence communale           | Opérations de compétence communale           | Opérations de compétence communale           | 2 300                         |
| dont                                         | Reconstruction privée                        | Reconstruction privée                        | 2 000                         |
|                                              | dont                                         | travaux                                      | 1 934                         |
|                                              | dont                                         | frais de 7 600 expertises                    | 66                            |
| Infrastructures de huit zones industrielles* | Infrastructures de huit zones industrielles* | Infrastructures de huit zones industrielles* | 655                           |
| Subventions aux installations industrielles  | Subventions aux installations industrielles  | Subventions aux installations industrielles  | 269                           |
| Total                                        | Total                                        | Total                                        | 3 324                         |

*dont six créées et la construction de la voirie nouvelle desservant ces lieux
Des financements ont été accordés directement aux communes (8 milliards de lires pour conventions avec des techniciens et 9,5 milliards de lires pour réaliser les documents d'urbanisme nécessaires). Les services de l’État italiens ont participé au développement des moyens techniques de cette région.
Si la reconstruction des maisons isolées a été aisée, il a été plus difficile pour les centres urbains des bourgs. En effet, ces lieux peuvent cumuler des facteurs complexes pouvant ralentir l'avancée des travaux. Par exemple, le niveau des dégâts des bâtiments était hétérogène, la connaissance technique et acculturation de la restauration des bâtiments des services municipaux n'était pas suffisante ou encore le contexte politique local n'était pas à l'union. Potenza a connu une reconstruction efficace notamment avec son expérience acquise dans la réhabilitation.
Malgré tout, les communes ont joué un rôle considérable dans l'équipement de leur territoire (394 milliards) pour la réparation et la reconstruction des habitations.
La loi 219/1981 a fait place à des infrastructures et à des installations industrielles – dont beaucoup ont été de courte durée, d'autres sont devenues importantes pour le territoire – qui se sont diversifiées dans un monde rural. L'industrialisation a impliqué des zones comme San Mango sul Calore, Guardia dei Lombardi, Nusco, Morra de Sanctis ainsi que comme l'autoroute Ofantina-bis.

#### Liste des communes sinistrées et montant des contributions financières
Les municipalités classées comme « sinistrées » par le Décret-loi no 19 de 1981 sont les suivantes, :
| Commune                  | Province | Victimes | Contributions pour la reconstruction |
| ------------------------ | -------- | -------- | ------------------------------------ |
| Avellino                 | Avellino | 82       | 278 611 000 €                        |
| Bisaccia                 | Avellino | 2        | 123 204 000 €                        |
| Calabritto               | Avellino | 100      | 90 732 000 €                         |
| Calitri                  | Avellino | 6        | 113 777 000 €                        |
| Caposele                 | Avellino | 81       | 103 463 000 €                        |
| Conza della Campania     | Avellino | 184      | 65 324 000 €                         |
| Gesualdo                 | Avellino | 12       | Pas de donnée                        |
| Lioni                    | Avellino | 228      | 159 716 000 €                        |
| Montella                 | Avellino | 14       | Pas de donnée                        |
| Morra De Sanctis         | Avellino | 42       | 76 064 000 €                         |
| Salza Irpina             | Avellino | 1        | 18 577 000 €                         |
| San Mango sul Calore     | Avellino | 84       | 71 975 000 €                         |
| San Michele di Serino    | Avellino | 25       | 37 877 000 €                         |
| Sant'Andrea di Conza     | Avellino | 0        | 38 564 000 €                         |
| Sant'Angelo dei Lombardi | Avellino | 482      | 128 720 000 €                        |
| Senerchia                | Avellino | 65       | 46 455 000 €                         |
| Solofra                  | Avellino | 25       | 92 374 000 €                         |
| Sorbo Serpico            | Avellino | 0        | 20 062 000 €                         |
| Teora                    | Avellino | 137      | 76 631 000 €                         |
| Torella dei Lombardi     | Avellino | 28       | 79 242 000 €                         |
| Bella                    | Potenza  | 0        | Pas de donnée                        |
| Balvano                  | Potenza  | 77       | Pas de donnée                        |
| Brienza                  | Potenza  | 1        | Pas de donnée                        |
| Castelgrande             | Potenza  | 11       | Pas de donnée                        |
| Muro Lucano              | Potenza  | 21       | Pas de donnée                        |
| Pescopagano              | Potenza  | 21       | Pas de donnée                        |
| Potenza                  | Potenza  | 12       | Pas de donnée                        |
| Ruvo del Monte           | Potenza  | 0        | Pas de donnée                        |
| Vietri di Potenza        | Potenza  | 7        | Pas de donnée                        |
| Castelnuovo di Conza     | Salerne  | 85       | 50 829 000 €                         |
| Colliano                 | Salerne  | 2        | 81 123 000 €                         |
| Laviano                  | Salerne  | 303      | 92 777 000 €                         |
| Ricigliano               | Salerne  | 27       | 56 742 000 €                         |
| Romagnano al Monte       | Salerne  | 1        | 25 729 000 €                         |
| Salvitelle               | Salerne  | 10       | 28 665 000 €                         |
| San Gregorio Magno       | Salerne  | 28       | 160 410 000 €                        |
| Santomenna               | Salerne  | 65       | 40 734 000 €                         |
| Valva                    | Salerne  | 10       | 76 643 000 €                         |
| Campagna                 | Salerne  | 3        | Pas de donnée                        |
| Eboli                    | Salerne  | 2        | Pas de donnée                        |

#### Réponses communales
La Loi sur la reconstruction (Act. 219/81) garantit plus d’autonomie aux municipalités locales et après quatre décennies, une diversité de choix a été observée. Les deux mots-clés étaient : « reconstruction » et « développement ». L'objectif était de moderniser les zones affectées, encore considérées par l’État dans un état de retard.

Plus précisément, l'article 27 précise :
La reconstruction a lieu des zones habitées et, s'il y a des raisons géologiques, techniques et sociales à cela, dans toute la commune. Il peut également être réalisé au moyen d'extensions, d'ajouts et d'adaptations, techniques et fonctionnelles, ou au moyen de nouveaux ouvrages jugés nécessaires à la réorganisation d'un espace et à son développement économique et social ».

##### Reconstruire «sur site» ou «hors site»
Le débat se tournait sur deux principes, reconstruire « sur site » (vivre sur l’ancien bâti) (comme à San Mango sul Calore ou Calitri) ou « hors site » (continuer la tendance actuelle d'urbanisation) (comme à Bisaccia).
À Sant'Angelo dei Lombardi, une reconstruction a été identique au vieux centre-ville tandis que Conza della Campania a choisi une nouvelle installation bâtie à partir de rien, l’ancien centre-ville étant devenu un site archéologique. Deux choix très éloignés qui préservent finalement le passé et l’héritage culturel des villes.

##### Conza della Campania
Après l'enlèvement des débris, les restes romains ont été découverts. L'institution locale de protection du patrimoine est intervenue pour protéger le patrimoine archéologique. Ensuite, il y a des risques aggravés d'amplification des ondes sismiques sur la colline de Conza. La ville repose sur de l'argile et argile sableuse dans la partie inférieure, des conglomérats avec des sables et des grès dans la partie centrale, et des conglomérats de résistance moyenne-faible dans la partie supérieure. Puis, pour certains habitants, la vieille ville est accompagnée d'un traumatisme. Enfin, à partir des années 1960, un développement immobilier et commercial vers la principale route de ville. Le cimetière reste un barycentre entre l'ancien hameau touché et la nouvelle ville, comme un mémorial avec les tombes des victimes.

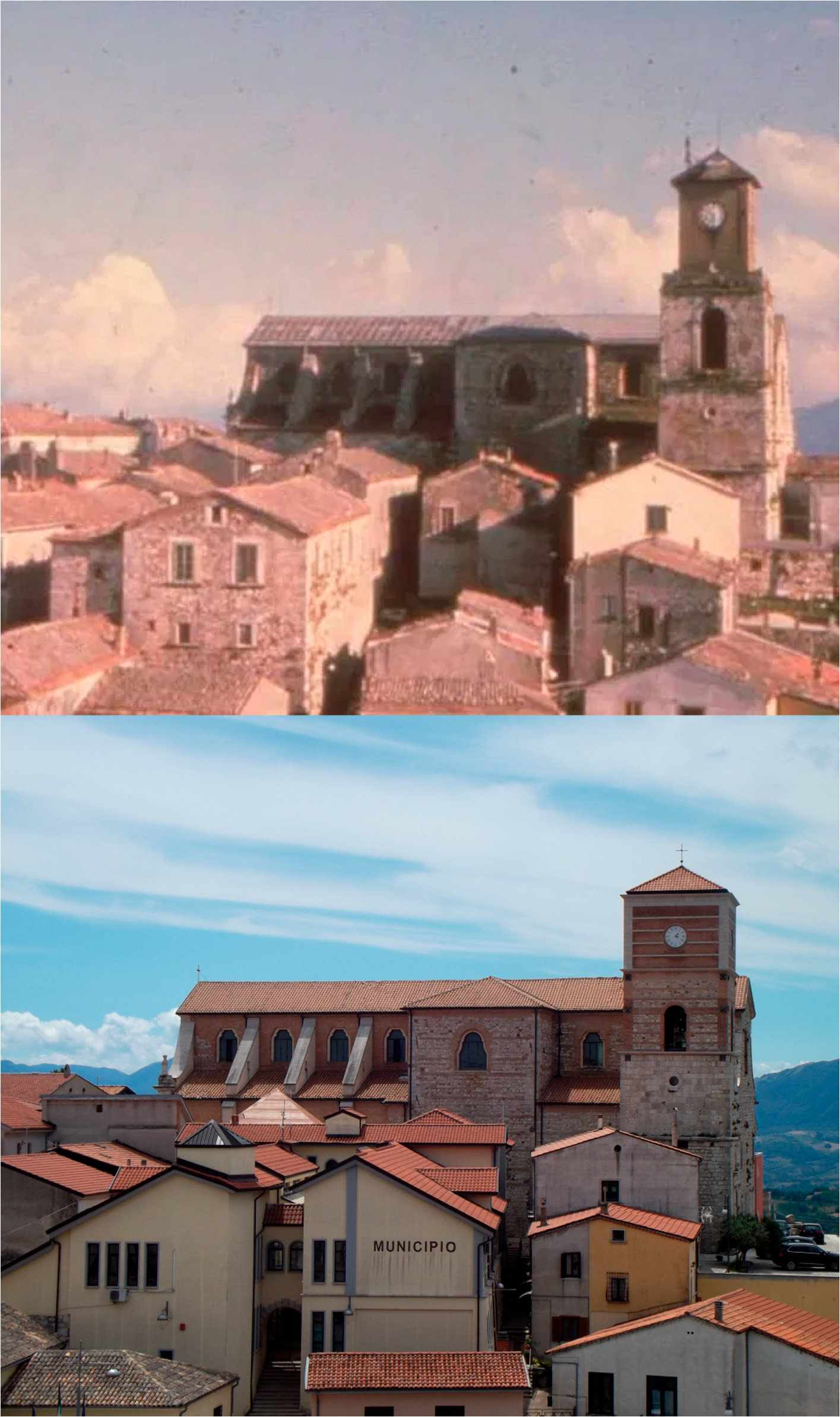
La cathédrale de Sant’Angelo dei Lombardi et le centre-ville avant et après le séisme du 23 novembre 1980.

##### Sant’Angelo dei Lombardi
La présence d'équipements publics (hôpital, prison...) fait de cette ville un cœur économique des villes alentour. Ensuite, les études géologiques ont montré la possibilité de reconstruire la ville sur place. Puis, il y a une forte volonté du maintien du patrimoine local. Enfin, beaucoup de gens ne voulaient pas abandonner les lieux de la tragédie.
J'avais l'intention de reconstruire la ville là où elle était... avec son histoire et sa culture... Cette intention était largement partagée par les citadins... à mon avis, il y avait une prédominance de sentiments personnels, d"affection, de mémoire, un désir de rester à l'endroit même où ces tragiques Il s'était passé des choses... Ce que la plupart des gens voulaient, c'était rester ensemble, rester sur le site de la tragédie... de la mémoire (ancien employé du conseil municipal).
Cependant, les reconstructions n'ont pas été toutes consensuelles.
Le plan d'urbanisme de l'architecte reconnu Aldo Loris Rossi a servi en grande partie à la reconstruction de Bisaccia. Nombreux sont ceux qui ont critiqué l'architecte nouvelle et les nouveaux espaces urbains loin des usages locaux et le contraste brutal avec un paysage parsemé d'éoliennes.
À Melito Irpino, le centre-ville avait déjà été déplacé avant 1980 à la suite de séismes et de coulées de boue antérieurs. Le séisme de 1950 a accéléré les destructions du site antique.

##### Participer ou déléguer
Les communes ont choisi de participer activement à la reconstruction ou déléguer à un prestataire privé.
| Nom de la commune | Choix                                                  | Détail                                                                                                 |
| ----------------- | ------------------------------------------------------ | --- |
| Balvano           | délégation Alpina (groupe Bastoggi de Milan)           | Reconstruction différente de l'origine avec localisation de la zone industrielle critiquée             |
| Muro Lucano       | délégation à l'Italeco (société d'ingénierie nordiste) | Ralenti car difficultés de prises de décisions au conseil municipal                                    |
| Bella             | participation active                                   | Rapide, forte cohésion au sein de la commune. Prise en compte de motifs anciens dans la reconstruction |
| Potenza           | participation active                                   | Très grande prise en compte de motifs anciens dans la reconstruction                                   |

Cependant, les logements sont beaucoup moins nombreux qu'avant mais plus grands et de meilleures qualités à Potenza. Les loyers notamment des logements sociaux sont plus chers dans une ville en tension en logement.

##### Préserver le patrimoine culturel
Les monuments et bâtiments historiques des villes créent un sentiment d'appartenance et d’identification notamment par un genius loci. Bien que la reconstruction implique un coût élevé et une complexité, la protection du patrimoine culturel a été une des priorités en Italie.
À Conza della Campania, le projet de reconstruction considérait l'ancienne colonie comme un atout économique et culturel. Après l'enlèvement des débris, excavation et des campagnes de restauration ont été planifiées pour créer un parc archéologique (en 2003) où un antiquarium et un centre sismologique a été construit.
Sant'Angelo dei Lombardi est devenu le siège du Bureau de la Planification du Plan de Soprintendenza et eut une forte collaboration entre les chercheurs locaux et de toute l'Italie. Le service « Patrimoine culturel et environnemental » nouvellement créé avait pour tâche de coordonner les initiatives de reconstruction.
Les « archéologues des tremblements de terre », comme a surnommé la presse, ont créé un « Village du patrimoine culturel » et demandé un financement pour Interventions dans le centre historique. Après l'approbation de l'Acte. 219, la Commission technique du patrimoine culturel a été formée et a travaillé à la préparation du plan de reconstruction. L'objectif était de considérer le vieux centre-ville dans son ensemble, et non comme une simple somme de bâtiments. Des normes spécifiques ont été établies pour cette ville. Cette conception n'a pas été appliquée dans d'autres plans de reconstruction d'autres villes.
En outre, parmi les objectifs du Plan, il y avait à la fois la réinstallation de la population et le démarrage des activités économiques. La restauration de l'ensemble du vieux centre-ville a pris de nombreuses années par rapport aux nouvelles maisons. Le temps total était d'environ 20 ans.

#### Vie de la population locale dans les préfabriquées
Un recensement a dénombré 11 961 maisons conteneurs mobiles et 24 952 chalets de vacances abritent les survivants. Certains lieux dépendent des envois de fonds des émigrants.

Dans le quartier de Bucaletto à Potenza, 627 logements temporaires furent installés à la suite du séisme. La reconstruction s'est faite plus rapidement en Basilicate, car la zone sinistrée englobe la capitale régionale, Potenza.
Des critiques sont émises sur la reconstruction. Les termes de Non-lieu, disparition de repères historiques sans une réécriture cohérente du paysage rural et urbain, mauvaise planification territoriale et étalement urbain sont débattus au sein de la communauté scientifique.

Des habitants de Conza della Campania ont vécu douze ans dans une colonie dans la vallée.
La zone urbanisée a été construite par la province de Bologne selon des critères urbains valides... C'était vraiment un modèle de cohabitation urbaine extraordinaire. Tous les espaces étaient bien agencés... Les maisons préfabriquées, bien que petites, étaient confortables... vous avez un sentiment d'intimité, bref, de famille, non séparée, parce qu'elles étaient contiguës et donc d'une certaine manière ils ont restauré la dimension de la vieille ville, du quartier (un historien).
Ce souvenir positif est largement partagé par les citadins. Le règlement a permis aux gens d'être aussi proches les uns des autres comme ils l'avaient été dans le vieux centre-ville. Les habitants ont renforcé leur liens
C'était bien dans les maisons préfabriquées... C'était une bonne expérience... parce que nous vivions plus près l'un de l'autre... Nous étions tous égaux et étions Tous égaux est important... il n'y avait pas de riches, il n'y avait pas de pauvres » (un habitant).
Malheureusement après cette période, le transfert vers la nouvelle ville a été brutal.
C'est un moment sombre dans mon esprit, le déménagement dans la nouvelle Conza della Campania, parce qu'à cette époque Conza n'était pas une ville, c'était un groupe de maisons où il n'y avait pas d'aménagements pour la communauté... la place n'était pas une place, il n'y avait pas de souvenirs associés à ces lieux, il n'y avait rien pour nous » (un habitant).
Depuis 1992, l'apparence de la ville a beaucoup changé, car le nouveau mobilier urbain a rendu le centre plus vivable. Pour les jeunes générations, il est certes plus facile de s'adapter aux nouveaux lieux, mais pour ceux qui vivaient dans un contexte spatial différent, le « vieux » Conza reste un monde teinté de nostalgie.

À Sant'Angelo dei Lombardi, des logements temporaires ont vu le jour dans diverses zones disponibles autour des ruines, créant un patchwork modèle spatial. Ce changement soudain a conduit à un sentiment de déplacement parmi les citoyens, qui étaient habitués à une vie sociale concentrée autour de la place principale et du centre-ville.
Pendant de nombreuses années, cette organisation disparate nous a fait perdre la centralité de l'agora, de la place principale... et peut-être en subissons-nous encore les conséquences... la place qui est généralement le cœur de la communauté, où vous vous rencontrez, où vous vous disputez, où Vous marchez, où vous discutez... Il a été vide pendant de nombreuses années... C'était le fantôme de la place principal... Le soir, il n'y avait rien du tout... Vous pourriez vous rencontrer dans un ou deux bars, situés à l'intérieur ces colonies ou à proximité... pendant une trop longue période... La colonisation en marge de la ville a conduit à la perte du sens de la communauté (un habitant)
La reconstruction a duré 15 ans. La population a préféré vivre en périphérie dans de nouveaux bâtiments.
Lorsque le tremblement de terre s'est produit, le centre historique de Sant'Angelo était presque vide. En effet, il y avait très peu de morts dans le centre historique. Les gens ont été réinstallés dans des zones d'expansion... Cela signifie que ceux dont la maison s'était effondrée dans la zone d'expansion ont préféré retourner dans la zone d'expansion et opter pour avoir leur maison dans le centre historique comme résidence secondaire, car sa construction prendrait beaucoup plus longtemps (un avocat)
Ainsi après la reconstruction, la partie ancienne de la ville est sous-peuplée tandis que la périphérie fragmentée vivent la plupart des habitants.

#### Persistance du bâti temporaire
Plusieurs municipalités signalent encore des sites de logements préfabriqués qui ont survécu ici et là – comme dans la province d'Avellino – parfois utilisé, la plupart du temps abandonné. Dans certaines localités, des logements « temporaires » existent encore. Plus de vingt-cinq ans plus tard, certains habitants vivent encore dans les préfabriqués de l'époque. Certains habitants ont conservé leur habitat temporaire comme à Naples, ayant scié des trous dans les toits de leurs maisons-conteneurs en acier et construit des deuxièmes étages branlants avec des déchets de bois.
La permanence de logements temporaires dans le paysage italien peut s’expliquer par la dépendance excessive à l'aide de l'État par les victimes de catastrophes naturelles est connue sous le nom d'"assistentialisme".

### Conséquences directes du séisme d'Irpinia
L'événement a immédiatement attiré l'attention du monde sur cette région peu connue et reculée du Sud de l'Italie. Plusieurs générations ont été touchées par les événements et leurs conséquences.

#### Coûts humains et matériel
Le dossier de la Chambre des députés de 2009 faisait état, pour le séisme des 23-24 novembre 1980, d'une vingtaine d'universités touchées dans les régions de Campanie et de Basilicate, environ 60 d'entre eux ont été gravement endommagés, 2 914 morts, 8 800 blessés, 280 000 déplacés / sans-abri, 150 000 bâtiments à reconstruire, 47,5 milliards d'euros (évaluation monétaire en 2008) pour la reconstruction des zones sinistrées, à l'exclusion d'autres coûts tels que les hypothèques et les avantages fiscaux, et 17,5 milliards pour Naples - les derniers fonds ont été consacrés au tremblement de terre, mais liés à la loi spécifique 219/1981, poussé par la tension sociale de la ville.

#### Bilan humain
Le bilan définitif des pertes humaines est estimé entre 2 400 et 4 900 morts. D'après la protection civile, une estimation plus probable serait de 2 735 morts et approximativement 8 850 blessés. Environ 300 000 personnes se sont retrouvées sans abri. Au total, 687 municipalités ont été touchées, 37 dévastées, 314 sérieusement touchées et 336 endommagées.
| Province  | Superficie totale | Communes touchées | Morts | Blessés |
| --------- | ----------------- | ----------------- | ----- | ------- |
| Avellino  | 2 871,64 km2      | 119               | 1 762 | 3 993   |
| Benevento | 2 070,63 km2      |                   | 3     | 32      |
| Caserta   | 2 639,3 km2       | 45                | 12    | 139     |
| Naples    | 1 171,13 km2      | 87                | 131   | 1 501   |
| Salerne   | 4 922,55 km2      | 109               | 674   | 2 468   |
| Potenza   | 6 546 km2         | 64                | 153   | 715     |

En Basilicate, près de la moitié des morts ont été des enfants ensevelis sous l'église de Balvano.
L’interruption des routes et des lignes de communications, le délai d’arrivée des secours et l’absence d’une protection civile sont des raisons qui peuvent expliquer le bilan humain très lourd de cette tragédie.
La plupart des décès sont survenus dans des nouveaux bâtiments construits. Par exemple, à Sant'Angelo dei Lombardi, ceux qui avaient surgi depuis les années 1960 autour de la place principale. Ils n'étaient pas toujours conformes aux normes antisismiques et se sont effondrés selon l'effet du "Progressive collapse". Il y a eu 58 morts dans l'effondrement instantané d'un immeuble de neuf étages, construit en 1951, dans le centre de Naples ; 24 morts à Baronissi.
| Commune                  | Nombre de décès |
| ------------------------ | --------------- |
| Balvano                  | 63              |
| Sant'Angelo dei Lombardi | 432             |

#### Bilan matériel
Le tremblement de terre a touché de nombreux villages de montagne isolés. Dans la Basilicate, 9 communes de la zone proche de l'épicentre ont été détruites et 53 gravement endommagées. Il y eut 147 morts, près de 200 blessés, 3 500 maisons détruites et 82 000 endommagées ; 40 000 sans-abris et 80 établissements industriels affectés (6 000 emplois).

La ville de Sant'Angelo dei Lombardi, comptant 14 000 habitants au moment de la catastrophe, est détruite à 80 %, est devenue un tas de décombres.
Vous pouvez toucher le toit de tous les bâtiments avec vos mains… Ils sont devenus comme un accordéon.

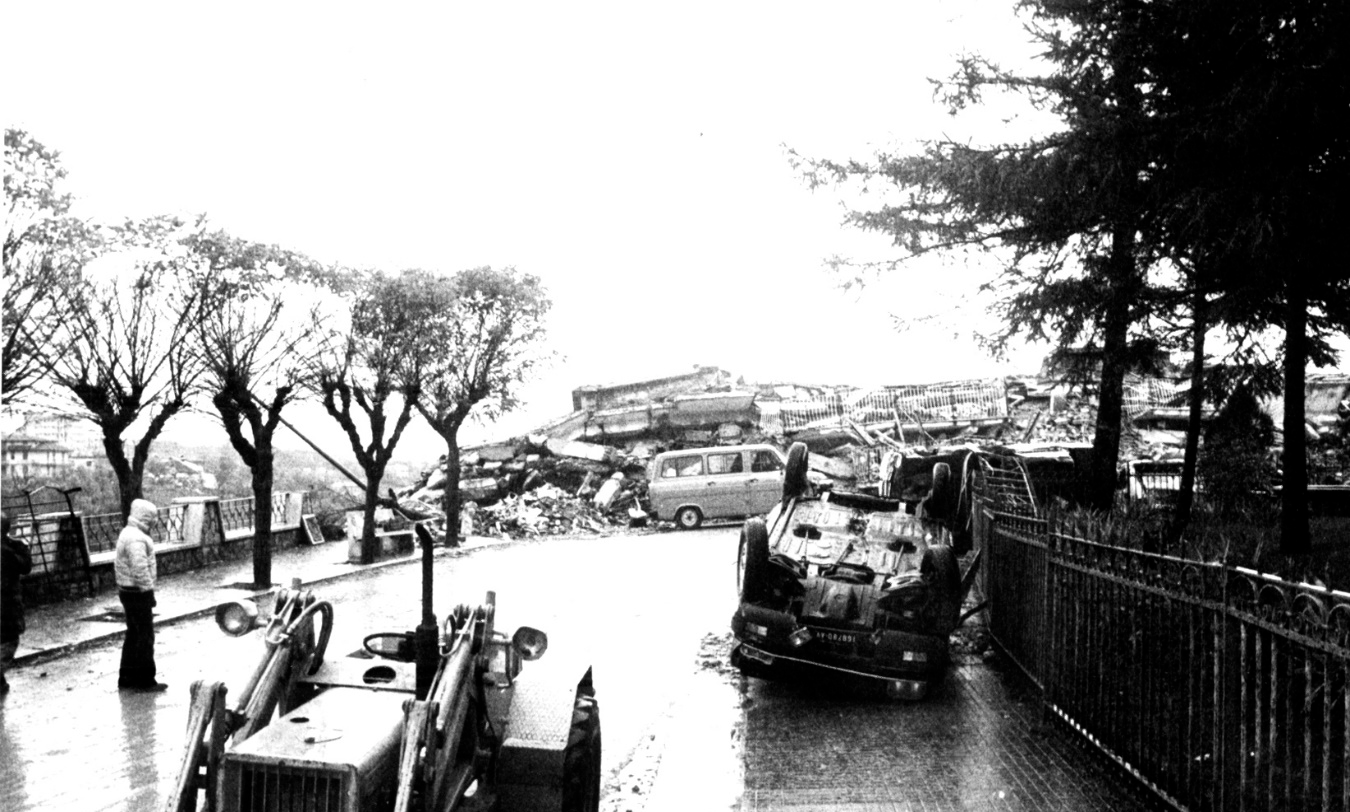
Effet Pancake à Sant Angelo dei Lombardi après le séisme

À Conza della Campania ,situé à 9 km de l'épicentre, 90 % des maisons se sont effondrés. Les bâtiments se sont effondrés dans un tragique effet domino.

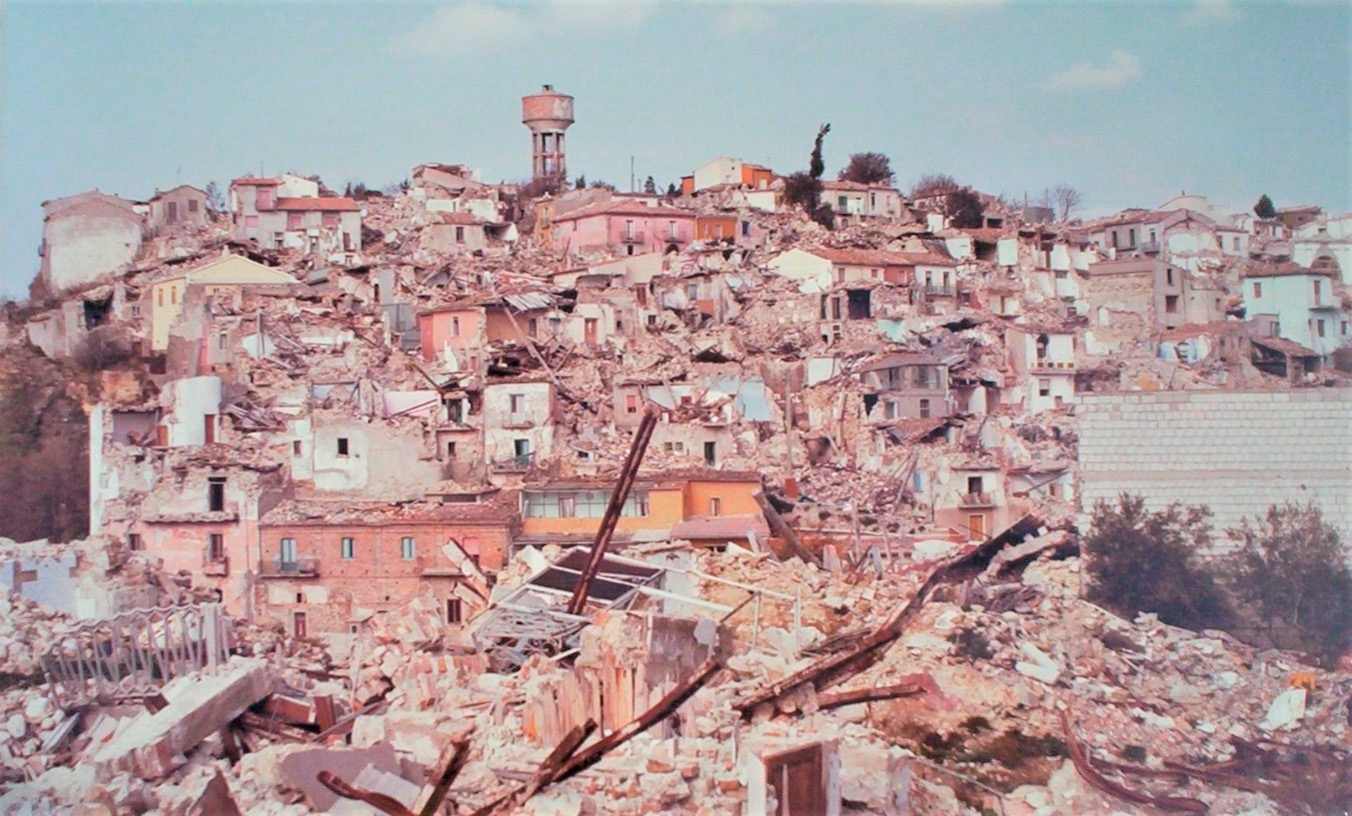
Destruction à Conza della Campania à la suite du séisme

Les bâtiments touchées sont celles des défauts de constructions. Souvent, les maisons étaient sans fondations et appuyés les uns contre les autres sur les deux collines instables de la ville.
Ce problème s'est retrouvé à San Mango del Calore. Les logements étaient inadéquats et des glissements de terrain se sont produits. La ville voisine de Calitri a été frappée par le choc et par les incidents suivants, y compris une coulée de terre qui a déplacé 23 millions de mètres cubes de terre,
Les diocèses de Avellino et Potenza sont les plus touchées. Dans la province d'Avellino, la cathédrale de la capitale provincale et celle de Sant'Angelo dei Lombardi ont été durement touchées. Dans la province de Potenza, le toit de l'église de Balvano s'effondra alors qu'on y célébrait la messe.
Des bâtiments modernes ont aussi est touché comme l'effondrement du pavillon de maternité de l'hôpital de Sant'Angelo dei Lombardi, près de l'épicentre du séisme de 1980, a été largement décrié mais guère inattendu par les témoins.
Le tremblement de terre a causé aussi de graves dommages structurels à des ouvrages de génie civil. Le tunnel hydraulique de Pavoncelli. Le tunnel d'approvisionnement traverse juste la zone épicentrale. Il y a eu des dommages avec un écrasement des parois latérales et du toit et des ruptures verticales à transversales de la section de la conception.

#### La fragilité des bâtiments aggravant les conséquences du séisme
Région pauvre et agricole, 50 % des familles dépendaient de la culture semi-subsistante de petites parcelles,
. Ces agriculteurs étaient particulièrement vulnérables aux effets du tremblement de terre. Un journaliste du Guardian anglais , a décrit «un mode de vie traditionnel et résilient, exposé au moment où il est le plus sollicité ». Les plus vulnérables sont ceux avec une mauvaise qualité de construction et un mauvais entretien.
Le pays a connu longue histoire de mauvaise gestion environnementale, qui a augmenté la vulnérabilité du pays aux catastrophes naturelles. Les intérêts privés, les gouvernements inefficaces et les techniques agricoles et de construction malavisées ont tous augmenté la vulnérabilité du pays aux catastrophes naturelles

##### Défauts d'entretiens chroniques
Les dommages causés par les anciens séismes n'ont pas été entièrement réparés . Les villes de Melfi et Tricarico  révèlent des murs fissurés et les démolitions partielles qui suivent non pas le tremblement de terre de 1980, mais ceux de 1857, 1851, voire 1694. Des dégâts ont eu lieu dans de nombreuses villes anciennes du Mezzogiorno construites en maçonnerie de moellons aux murs épais, collés entre eux avec du mortier de chaux tendre et couronnés de lourds toits de tuiles en panne ou de voûtes en pierre inflexibles. Les méthodes de construction traditionnelles sont faibles et ont peu de résistance à la forte cisaillement basal exercé par les tremblements de terre ; et les sites en hauteur, les oppida romains, sont trop souvent vulnérables aux glissements de terrain (comme dans 104 des 132 villes de Basilicate).
Par ailleurs, les bâtiments notamment historiques ont gravement souffert des secousses,. Des modélisations scientifiques peuvent décrire les évolutions des bâtiments dus aux séismes,,. Par exemple, une modélisation 3D type FEM avec une comparaison des données historiques a montré que l'église de Santa Maria del Popolo de Naples avait une formation de grandes fissures dues aux différents séismes, en particulier celui de 1980 et aux effets à long terme. En particulier, l'étude a conclu a des problèmes de solidité de ce bâtiment historique sur toutes les stratifications. Esquissé sur les pilastres, les fissures sont présentes sur la partie Sud de la nef car le mur est périphérique.

##### Techniques agricoles défavorables
Il y a peu d'efforts pour conserver le sol ou les précieux environnements urbains. Dans les terrains d'argile du centre-sud de l'Italie, le manque de conservation a contribué à des taux d'érosion a plus de 30 mm/an mesurés. Le labour profond moderne et la déforestation sévère a accéléré le déclin : par exemple, dans la Valle dell'Orco, près de Potenza, la superficie soumise à des glissements de terrain superficiels a augmenté de trois fois depuis 1955, tandis que 8,8 % de la moitié sud de la province de Potenza (c'est-à-dire 2854 km²) est maintenant classée comme zone de glissement de terrain. Giustino Fortunato, appelait son sol natal uno sfasciurae geologico : "un tas de débris géologiques",.

##### Étalement urbain incontrôlé
L'appétit pour la spéculation immobilière, comme dans les autres pays européens, les taux d'inflation élevés de l'après-guerre ont incité les Italiens à passer de l'investissement dans la production à l'investissement dans l'immobilier. Le résultat a été une urbanisation accélérée et non contrôlée. La législation et son application étaient insuffisantes pour protéger les zones de conservation (qui couvrent seulement 2% du pays, soit la moitié de ce qui est observé dans les autres pays européens) contre l'incursion urbaine et pour empêcher le développement de zones qui sont substantiellement exposées aux risques naturels, tels que les plaines inondables des rivières non protégées. Une morphologie urbaine s'est développée sans organisant générale, formant une sorte d'« architecture sans architectes ».
Enfin, une croyance répandue chez les promoteurs privés que la gestion de l'environnement est inutile, et en partie il s'agit de la soi-disant "culture du ferro-béton" - la croyance que les méthodes de construction modernes sont entièrement résistantes aux risques naturels.

#### Inaction de l'Etat
Les gouvernements italiens, peu stables dans la durée, se sont préoccupés des questions économiques et n’ont pas réussi à promulguer les législations environnementales nécessaires. Des réformes cruciales du Conseil national de la recherche, qui administre les principaux projets de recherche scientifique sur les glissements de terrain, les tremblements de terre et autres dangers, sont longtemps attendues, tandis que la législation environnementale en général est loin derrière celle des pays voisins. De plus, le Service géologique de l'État, est trop petit pour remplir son mandat, et la carte géologique nationale est incomplète.
Dans les zones rurales, il y avait une ignorance généralisée des techniques de construction antisismique et une tendance à enfreindre les lois de planification et de conception (abbusivismo), qui entraîne des peines légales très légères.

##### Corruption de la construction
De nombreux effondrements dans les zones urbaines sont le résultat d'une corruption généralisée dans le secteur de la construction dans le sud - si forte qu'on pourrait presque en tracer la géographie - parfois liée au contrôle partiel de l'industrie par la Camorra, ou la mafia de Naples.

### Conséquences politiques

#### Crise politique
En 1970, une loi de référence avait jeté les bases d'un travail d'ensemble sur les « Règles de secours et d'assistance aux victimes de catastrophes — Protection civile » : elle concernait l'urgence, la définition des « catastrophes » et l'engagement de l'État. Un règlement ultérieur aurait dû assurer l'application de la loi, mais elle n'a pas été faite. L'impréparation absolue de l'État a été démontrée, seulement quatre ans après le séisme de Frioul (1976).
Le séisme provoqua une crise politique dans le pays. Le président de la République Sandro Pertini intervient à la télévision. Le préfet d'Avellino est limogé. Le ministre de l'Intérieur présenta sa démission, laquelle est refusée. La lenteur des secours est dénoncée entre autres par le politicien italien Bettino Craxi. Le secrétaire du PCI pour la province Michele D’Ambrosio dénonce les prix très excessifs pratiqués sur des produits de première nécessité ; on parle de tasse de café payée cinq cents lires.
À la suite de plusieurs effondrement à Lioni, il y a eu une arrestation de 21 politiciens et constructeurs.

#### Influence de la mafia
La reconstruction n'a été que partielle. En effet, une partie des subventions octroyées pour venir en aide aux victimes du tremblement de terre aurait été détournée par la Camorra, une mafia napolitaine.
Le chef maffieux Raffaele Cutolo use de sa proximité avec une partie du monde politique et des services secrets pour obtenir d’importants contrats de travaux publics, lesquels sont attribués à des entreprises contrôlées par ses hommes de confiance.
L'implication de la criminalité a bouleversé la vie de tout le pays. Il est devenu nécessaire qu'une commission parlementaire anti-mafia fasse face et arrête la corruption et les organisations mafieuses territoriales d'une pénétration sociale extraordinaire comme celle de la Camorra.

#### Autres critiques
Si la reconstruction s'est déroulée, des discussions portent sur les infrastructures. Par exemple, la route de Pizzarotti de la commune de Savoia, faite par l'entreprise au même nom ou les terrassements pour la Zone Industrielle de Balvano.
En 1990, on comptait moins de 2000 nouveaux emplois. Ce résultat est à relativiser dans une région faiblement industrialisée. L'ouverture plus tard de l'entreprise Fiat à Melfi a contribué au développement de la région.
Une dizaine d'entreprises ont encaissé des subventions sans fonctionner ou en liquidation et des formations payées par l'État n'ont débouchées sur rien.

### Avancées
Les coûts répétés et cumulatifs des catastrophes naturelles et humaines obligent un changement de politique gouvernementale vers une implication accrue dans les questions environnementales.

#### Décisions politiques
L’augmentation des dépenses gouvernementales pour les problèmes environnementaux (par exemple, 1,3 milliard de dollars pour la reconstruction après le tremblement de terre de 1980 et 120 millions de dollars pour les catastrophes de 1982-1983) a donné naissance à un "Ministère de la protection civile" en 1982 et un autre pour l'"Écologie" en 1983.
Des lois de reconstruction ont été adoptées de manière ad hoc au séisme. C'est à la suite de cet événement que fut créée en Italie la protection civile (en italien protezione civile) et la cartographie des risques sismiques,. Des lois sur le zonage et la construction et des études à long terme sur la fragilité des bâtiments ont été produites. Des classifications du risque de sismicité permettent d'évaluer le risque pour chaque commune Une version actualisée des normes techniques de construction a été faite par décret du ministère des Infrastructures italien le 14 janvier 2008.
1. La loi principale de reconstruction après le tremblement de terre de 1980 est la loi n° 219 du 14 mai 1981, intitulée "Mesures en cours et ultérieures en faveur des populations touchées par les événements sismiques de novembre 1980 et février 1981 - Dispositions structurelles administratives pour la reconstruction et le développement des zones touchées".
2. La défense civile est également un sujet important en Italie. La loi principale de défense civile est la loi n° 996 du 8 décembre 1970, intitulée "Règlement pour le secours et l'assistance des populations touchées par les catastrophes - Protection civile". Cependant, cette loi n'a été pleinement mise en œuvre qu'à partir du 6 février 1981. Les tremblements de terre de novembre 1980 ont donné lieu à deux lois spéciales, les lois n° 874 et 875 du 22 décembre 1980, intitulées "Mesures d'intervention urgente en faveur des populations touchées par le tremblement de terre de novembre 1980".

Une meilleure gestion des secours et une plus grande entraide des italiens a été observée lors du séisme du 26 septembre 1997 en Ombrie et dans les Marches.
L'action de l'État continue avec la loi dite « Milleproroghe in Gazzetta» (2017, art. 9) qui comprend le renouvellement de la commissaire chargé des questions en cours liées au tremblement de terre d'Irpinia (compte tenu de la période 1980-1981), soulignant les implications à long terme.

#### Amélioration de la connaissance scientifique
Les scientifiques ont participé à la compréhension, à l'élaboration de l'histoire des tremblements de terre en Italie et à production d'outils et de connaissances, bien que l'analyse historique de cet évènement a peu pris en compte les études scientifiques. De nombreux chercheurs, souvent des étudiants et de jeunes chercheurs, avaient connu la région d'Irpinia grâce à ce projet ainsi qu'au Progetto Finalizzato Energetica, tous deux promus par le CNR.
La reconstruction a pris en compte le Progetto Finalizzato Geodinamica, le premier grand projet national d'évaluation des risques sismiques. Il a débuté à partir de 1976 (année du séisme à Frioul) par le Conseil natrional de la recherche (CNR). Ce programme a produit des cartes de la sismicité et de la sismo-tectonique en Italie avant le tremblement de terre, et a réalisé des études sur les dommages et le risque potentiel pour les villes sinistrées par la suite de sources sismiques. En particulier, les activités les plus importantes ont été axées sur la production du modèle structurel de l'Italie, la carte tectonique et des risques sismiques, l'historique des séismes majeurs en Italie, les lignes directrices pour l'atténuation des risques sismiques des bâtiments anciens et les études de microzonation dans les zones épicentrales du Frioul de 1976 et 1980 Campanie et Basilicate.
La communauté s'est mise en place une coordination autour de l'observatoire du Vésuve, historiquement un attracteur pour les érudits et était proche des sites de catastrophe. Par conséquent, il est immédiatement devenu un point de référence, accueillant, juste après le tremblement de terre, les réunions opérationnelles antérieures. Dans les années suivantes, le réseau scientifique a été renouvelé. L'expertise et les pratiques ont été améliorées grâce à une collaboration entre ces institutions de recherche, universités et autres organisations.
Une carte géologique régionale a été faite à l'échelle 1:50000 durant les années 2000-2010. L'ancienne carte datait des années 1920-1970 à l'échelle 1:100000.

## Évolution de la mémoire: Postérité et résilience
Le tremblement de terre constitue une rupture dans l'Histoire de l'Italie. Les territoires, les communautés et les institutions italiennes ont été repensés après cette catastrophe.

### Mémoire collective
La date du 23 novembre 1980 a été fixée dans la mémoire collective par une cassette audio discordée diffusée des mois plus tard à la radio, dans laquelle un tremblement de terre gronde de manière inquiétante sur un morceau de musique folklorique.
Le traumatisme de la catastrophe a été immédiatement associé à celle après de Belice (1968) et de Frioul (1976).

#### Retour de la piété religieuse
La foi religieuse est un outil efficace des groupes pour se protéger contre le stress psychologique et aider à surmonter les conséquences des tremblements de terre comme à l'Aquila en 2009.
Un regain de dévotion mariale s'est vérifié dans plusieurs localités de Campanie comme à Casavatore et Oliveto Citra. Ces deux événements n'ont pas donné lieu à une reconnaissance durable, et donc à des pèlerinages pérennes. Le culte dédié à Padre Pio a généré un engouement dévotionnel croissant à San Giovanni Rotondo. À Pompei, les habitants ont prié pour la Madonne du Rosaire et Bartolo Longo.

À Naples, une foule se pressa autour de San Gennaro.
Immédiatement après le tremblement de terre de 1980, une foule dense composée principalement de femmes d'âges moyens se regroupa autour de la Chapelle de San Gennaro à la Cathédrale de Naples, attendant que le sang du saint se liquéfie.
Des jumelages sont organisés entre différents diocèses et paroisses d'Italie notamment entre le Nord et le Sud pour renforcer les liens de solidarité en cas de catastrophes majeures.

#### Perte de références communautaires
Dans cette région reculée, il plane un sentiment de vies suspendues. Elle est perceptible à la vue de logements sociaux inachevés et délabrés, commune dans plusieurs localités post-séisme. De plus, au-delà des cas isolés, elle coïncide avec une tendance de la chaîne des Apennins. Entre 1946 et 2000, dans un contexte de dépeuplement des montagnes, 3,5 nouveaux bâtiments ont été érigés pour chaque habitant perdu, avec un impressionnant taux de logements inoccupés.

Il y a des fractures entre les générations qui ne partageaient pas la même expérience et imagination des lieux: avec des changements urbains importants. Les formes matérielles comme les briques se sont effondrées avec leur signification.
Dans mon cœur, il y a ce beau pays que vous ne voyez pas, mais que je ressens. (Un habitant âgé)
Après le tremblement de terre, les changements ont été profonds et rapides au niveau des paysages, des interactions sociales et économiques favorisés par l'émigration. Face à l'urgence de la reconstruction, les grandes villes touchées par ce séisme ont utilisé leur poids politique, pour obtenir autant que possible les fonds d'urgence, principalement Naples et son arrière-pays. En conséquence, les problèmes de logement ont été aggravés dans ces villes. Dans les villes en périphéries des centres urbains, les financements ont été plus faibles et marginales.
L'aménagement du territoire a été modifié. Si la loi 219/1981 a géré la démolition et la reconstruction urbaine, elle a moins favorisé la récupération des zones ayant une valeur historique et architecturale. Une sorte d'amnésie générale a facilité la perte du patrimoine culturel, aggravé par les expropriations poursuivies par des étrangers sur le plan économique plus fort que les résidents et/ou en accord avec les classes dirigeantes locales.

### Recomposition de la mémoire
La production agroalimentaire de haute qualité liée à une présence anthropique ancienne par exemple des variétés de raisins fins, le tourisme rural, les festivals, la promotion de la biodiversité, reflètent l'effort de recomposition de son histoire et la transformation du traumatisme.
San Mango sul Calore a réutilisé des bâtiments en bois d'urgence pour en faire des ressources touristiques.
Romagnano al Monte, qui a eu médaille d'or du mérite civil, un honneur mérité pour son effort de reconstruction a été reconstruit loin de son ancienne colonie millénaire. Ces maisons provisoires en bois signifiaient le passage de l'ancien au nouveau village, devenue une ville fantôme fermée. À l'exception de quelques maisons utilisées par les familles locales, elles sont maintenant disponibles pour les touristes ou les migrants qui reviennent dans le pays pour un certain temps. Au-delà de la solution logistique et des aspects économiques, la sauvegarde de ce paysage temporaire est un symbole significatif d'un passé commun des habitants.

### Commémoration
L’évènement est commémoré par le pape François lors de l’Angélus du 22 novembre 2022 adressant ses pensées aux habitants de la Campanie et de la Basilicate.
Quarante ans déjà. Cet événement dramatique, dont les blessures ne sont pas encore complètement cicatrisées, a mis en évidence la générosité et la solidarité des Italiens. En témoignent les nombreux jumelages entre les villages frappés par le tremblement de terre et ceux du Nord et du Centre, dont les liens existent toujours.